# Бишвир
Бишвир (фр. Bischwihr) насеље је и општина у источној Француској у региону Алзас, у департману Горња Рајна која припада префектури Колмар.
По подацима из 2011. године у општини је живело 960 становника, а густина насељености је износила 297,21 становника/km². Општина се простире на површини од 3,23 km². Налази се на средњој надморској висини од 134 метара (максималној 187 m, а минималној 182 m).

## Демографија
| 1962. | 1968. | 1975. | 1982. | 1990. | 1999. | 2011. |
| ----- | ----- | ----- | ----- | ----- | ----- | ----- |
| 320   | 357   | 396   | 565   | 611   | 816   | 960   |

График промене броја становника у току последњих година

## Партнерски градови
- Балинген ам Кајзерштул